# Johnny, Johnny Come Home
Johnny, Johnny Come Home est une chanson du groupe norvégien Avalanche écrite et composée par Kjetil Røsnes, membre du groupe, et le producteur Vinton Hoover.
Elle sort en single à la fin de l'année 1988 et se classe en tête des ventes en France pendant huit semaines consécutives à partir de juin 1989, et 3e en Norvège. 